# HBG Prangins

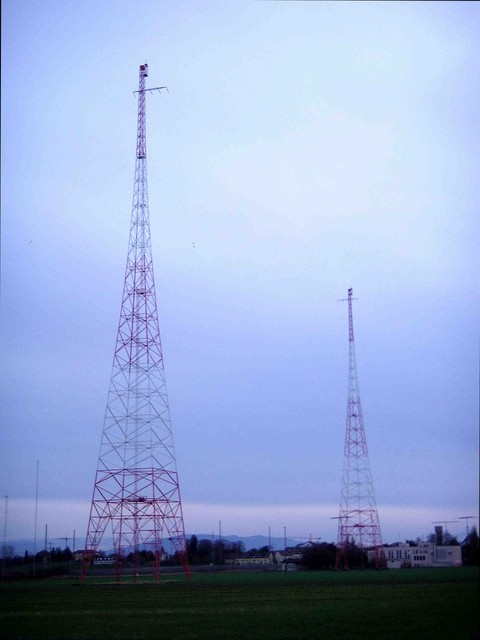
Il trasmettitore HBG a Prangins (Svizzera).

Costruito nel 1932, il trasmettitore HBG è stato per molti anni il sistema di riferimento temporale per la Svizzera. Dal 1966, sincronizzato con un orologio atomico, ha trasmesso l'ora esatta sulla frequenza di 75 kHz con una potenza di 20 kW da Prangins in Svizzera. Dal 2007 sono state aggiunte al segnale orario anche le previsioni meteorologiche codificate nei primi 15 secondi di trasmissione per ogni minuto e divise in 90 zone isometeorologiche per alcune delle quali, quelle più vicine al centro di elaborazioni meteo, venivano fornite previsioni per quattro giorni, mentre per le restanti zone, per soli due giorni.
Nell'agosto 2009 il Consiglio federale Svizzero ha deciso per la fine del 2011 di smantellare l'impianto e spegnere il trasmettitore a causa dell'obsolescenza delle antenne e degli alti costi di un'eventuale ristrutturazione, a fronte di uno scarso utilizzo del sistema.
Il 6 settembre 2012 alle 12:02:00 UTC le due antenne sono state abbattute con esplosioni controllate.
Tutte le informazioni trasmesse erano identiche a quelle del trasmettitore tedesco DCF77 e la conversione dei ricevitori all'altro segnale era considerato di costo modesto.
Il formato di trasmissione dei dati detto "time code" era simile a quello usato dalla stazione DCF77.
All'inizio di ogni secondo (con l'eccezione del 59º) la portante del segnale veniva interrotta per un periodo di 0,1 oppure 0,2 secondi che corrispondeva alle cifre binarie 0 o 1.
La trasmissione dei minuti, ore, data di calendario, giorno della settimana, mese ed anno corrente avveniva tramite codice BCD ed era identico al sistema usato dalla stazione tedesca DCF77.
Come per la stazione DCF77 la portante non era interrotta durante l'ultimo secondo di ogni minuto.
Le differenze rispetto al time code impiegato da DCF77 erano:
- la frequenza della portante;
- l'assenza della modulazione di fase;
- la modulazione in ampiezza è fatta disabilitando il trasmettitore anziché ridurne la sua potenza al 25%;
- il primo impulso di ogni minuto non è un bit a 0.